# Графеншахен
Графеншахен (нім. Grafenschachen) — громада округу Оберварт у землі Бургенланд, Австрія.
Графеншахен  займає площу 9,94  км². Громада налічує 1255 мешканців. 
Густота населення 126/км².  
|                                      |
| Графеншахен на мапі округу та землі. |

Бургомістом міста є Ріхард Лойдль, його заступником Ернст Міхалек. Адреса управління громади: Grafenschachen 153, 7423 Grafenschachen. 

## Демографія
Історична динаміка населення міста за даними сайту Statistik Austria

## Виноски
1. ↑  Dauersiedlungsraum der Gemeinden Politischen Bezirke und Bundesländer - Gebietsstand 1.1.2018 — Статистичне управління Австрії.
2. ↑  Einwohnerzahl 1.1.2018 nach Gemeinden mit Status, Gebietsstand 1.1.2018 — Статистичне управління Австрії.
3. ↑  Архівована копія. Архів оригіналу за 11 квітня 2022. Процитовано 12 червня 2022.{{cite web}}:  Обслуговування CS1: Сторінки з текстом «archived copy» як значення параметру title (посилання)
4. ↑  Gemeindedaten von Grafenschachen. Архів оригіналу за 29 вересня 2007. Процитовано 19 листопада 2013.

| Австрія | Це незавершена стаття з географії Австрії. Ви можете допомогти проєкту, виправивши або дописавши її. |